# Миодраг Кривокапић (глумац)
Миодраг Кривокапић „Брик“ (Пећ, 22. април 1949) српски је глумац.

## Биографија
Глумом је почео да се бави још у гимназијским данима као аматер. Основну школу и гимназију је завршио у свом родном граду, а Академију за казалишну и филмску умјетност (АКФУ), одсек глума је дипломирао 1975. у Загребу. Те године постаје члан Драмског казалишта "Гавела" у ком остаје две године, да би затим прешао у Хрватско народно казалиште (ХНК) у Загребу и ту остаје до 1986. Од те године постао је слободан уметник. У пензију је отишао као првак Драме Народног позоришта у Београду.
Играо је у представама Театра "&ТД“ у Загребу, Дубровачких љетњих игара, Сплитског љета, Будва - град театра, Хрватског народног казалишта у Сплиту, Барског љетописа, Крушевачког позоришта, Народног позоришта Републике Српске у Бањалуци, Звездара театра, Атељеа 212, Београдског драмског позоришта, Југословенског драмског позоришта, Битеф театра, Опере и театра "Мадленијанум", Казалишта "Улисис" на Брионима, Центра за културу у Тивту, Српског народног позоришта у Новом Саду, Народног позоришта у Сомбору, Словенског младинског гледалишча у Љубљани, Народног позоришта у Суботици и др. Велику популарност на ТВ стекао је улогом Илије Капаре у серији ТВ Загреб Мачак под шљемом. Остварио је улоге у више од 30 играних филмова, те више од 50 ТВ драма, ТВ филмова и серија.
У историјској драми Константин поводом 1700 година Миланског едикта глуми лик Константина у старијим годинама.
Добитник признања Пулског фестивала за животно дело 2023. године.
Његов син је глумац Бојан Кривокапић.

## Филмографија
| Год.       | Назив                         | Улога                             |
| ---------- | ----------------------------- | --------------------------------- |
| 1970-е     |                               |                                   |
| 1975.      | Зец                           | Котроманић                        |
| 1975.      | Кућа                          | Пијанац                           |
| 1975.      | Сељачка буна 1573.            | Ковачев шегрт                     |
| 1978.      | Испит зрелости                | Франц Катан                       |
| 1978.      | Ћутање професора Мартића      |                                   |
| 1978.      | Пуном паром ТВ серија         |                                   |
| 1978.      | Мачак под шљемом (серија)     | Илија Капара                      |
| 1978.      | Љубица                        |                                   |
| 1979.      | Ђавоље сјеме                  | Јаков                             |
| 1979.      | Ано домини 1573 ТВ серија     | Ковачев шегрт                     |
| 1980-е     |                               |                                   |
| 1980.      | Луда кућа                     | Шеф полиције                      |
| 1981.      | Непокорени град               | Голман                            |
| 1981.      | Снађи се, друже               | Илија Капара                      |
| 1981.      | Касно, натпоручниче!          |                                   |
| 1981.      | Пад Италије                   | Андро                             |
| 1982.      | Киклоп (ТВ филм)              | Мобилизовани пролазник с новинама |
| 1982.      | Злочин у школи                | Рамљак                            |
| 1983.      | Киклоп (ТВ серија)            | Мобилизовани пролазник с новинама |
| 1983.      | Имењаци (ТВ серија)           |                                   |
| 1983.      | Дундо Мароје                  | Трипце од Котора                  |
| 1984.      | Штефица Цвек у раљама живота  |                                   |
| 1984.      | У раљама живота               | Сале                              |
| 1984.      | Мала пљачка влака             | Цокула                            |
| 1985.      | Брисани простор (ТВ серија)   | Доктор                            |
| 1985.      | За срећу је потребно троје    |                                   |
| 1986.      | Путовање у Вучјак             | Виктор Киш                        |
| 1986.      | Мисија мајора Атертона        | Ђукан Радовић                     |
| 1986.      | Вечерња звона                 | Димитрије                         |
| 1987.      | У име народа                  | Милутин                           |
| 1988.      | Вечерња звона (ТВ серија)     | Димитрије                         |
| 1988.      | Живот са стрицем              | Стјепан Кујунџић                  |
| 1988.      | Инат                          | Јозо                              |
| 1988.      | Роман о Лондону               | Кнез Николај Рјепнин „Коља“       |
| 1988.      | Hanna's War                   | Пуковник Иља                      |
| 1989.      | Рањеник                       | Петар                             |
| 1989.      | Најбољи                       | Пуковник Радуле Копривица         |
| 1989.      | Сеобе                         | Вук Исаковић                      |
| 1990-е     |                               |                                   |
| 1990.      | Стела                         | Мијо Лончар                       |
| 1990.      | Јастук гроба мог              | Вићентије Ракић                   |
| 1990.      | Ноћни играчи                  |                                   |
| 1991.      | Сарајевске приче              | Јоза Павлић                       |
| 1991.      | Вирџина                       | Тимотије                          |
| 1991.      | Мој брат Алекса               | Отац Ристо                        |
| 1992.      | Алекса Шантић                 | Ристо Шантић, отац Алексин        |
| 1993.      | Виљушка се држи у лијеву руку |                                   |
| 1995.      | Крај династије Обреновић      | Ђорђе Генчић                      |
| 1996.      | Иван (ТВ)                     | Јован (Јово)                      |
| 1996-1997. | Горе доле                     | Петар Јакшић                      |
| 1997.      | Птице које не полете          | Душан                             |
| 1998.      | Досије 128 (ТВ)               | Бранко Крстић                     |
| 1999.      | Нож                           | Ристо Криводолац                  |
| 2000-е     |                               |                                   |
| 2002.      | Породично благо 2             | Доктор Вава Плетикосић            |
| 2005.      | Бал-Кан-Кан                   | Веселин Кабадајић                 |
| 2006.      | Синовци                       | Вукашин Катунац                   |
| 2006.      | Стижу долари 2                | Лазаревић                         |
| 2007.      | С. О. С. - Спасите наше душе  | Гољевац                           |
| 2007.      | Увођење у посао               | Капетан Заре                      |
| 2007.      | Тегла пуна ваздуха            | Ђорђе                             |
| 2008.      | Ближњи                        | Хранислав                         |
| 2008.      | Биро за изгубљене ствари      |                                   |
| 2007-2008. | Вратиће се роде               | Сима                              |
| 2009.      | На терапији                   | Борисов отац                      |
| 2010.      | Крик (кратки филм)            | Господин М.                       |
| 2010-е     |                               |                                   |
| 2011.      | Луд, збуњен, нормалан         | Шукрија Хећимић                   |
| 2012-2014. | Војна академија (ТВ серија)   | Професор Вилотић                  |
| 2012.      | Халимин пут                   | Растко                            |
| 2013.      | Почивали у миру               | Мартин стругар                    |
| 2015.      | Енклава                       | Отац Дража                        |
| 2014-2016. | Куд пукло да пукло            | Стипе Жуљ                         |
| 2019.      | Краљ Петар Први (ТВ серија)   | Генерал Јован Атанацковић         |
| 2018-2019. | Беса (ТВ серија)              | Божа Перић                        |
| 2019.      | О животу и о смрти            | отац у старачком дому             |
| 2020-е     |                               |                                   |
| 2020.      | Тајкун (ТВ серија)            | Стојан                            |
| 2021.      | Тајне винове лозе             | Радуле Мишић                      |
| 2021.      | Бележница професора Мишковића | Лазар Ћук                         |
| 2021.      | Време зла (ТВ серија)         | Милун                             |

## Награде
- 2021: Награда Браћа Карић